# Pilosana gratiosus
Pilosana gratiosus är en insektsart som beskrevs av Spångberg 1879. Pilosana gratiosus ingår i släktet Pilosana och familjen dvärgstritar. Inga underarter finns listade i Catalogue of Life.